# Чемпионат Африки по волейболу среди женщин 1991
5-й чемпионат Африки по волейболу среди женщин прошёл в 1991 году в Каире (Египет) с участием 8 национальных сборных команд. Чемпионский титул впервые выиграла сборная Кении.

## Команды-участницы
Гана, Египет, Заир, Камерун, Кения, Мадагаскар, Тунис, Эфиопия.

## Итоги

### Положение команд
| Кения         |
| Египет        |
| Камерун       |
| 4. Гана       |
| 5. Тунис      |
| 6. Заир       |
| 7. Мадагаскар |
| 8. Эфиопия    |